# Моусон, Алфи
А́лфи Ро́берт Джон Мо́усон (англ. Alfie Robert John Mawson; родился 19 января 1994, Хиллингдон, Лондон) — английский футболист, центральный защитник.

## Клубная карьера
С девяти лет тренировался в детско-юношеской академии «Рединга». В возрасте 15 лет был отпущен клубом, после чего проходил просмотр в «Борнмуте», «Миллуолле». Летом 2010 года стал игроком юношеской академии «Брентфорда». В сезоне 2011/12 выступал за резервную команду клуба. В апреле 2012 года подписал свой первый профессиональный контракт, рассчитанный на два года. Летом 2012 года отправился с командой в предсезонное турне по Германии. 27 августа 2013 года дебютировал за клуб в матче Кубка Футбольной лиги против «Дерби Каунти».
В 2014 году получил разрыв мениска, после чего размышлял о завершении карьеры, однако затем полностью восстановился от травмы. Будучи игроком «Брентфорда», выступал на правах аренды за «Мейденхед Юнайтед», «Лутон Таун», «Уэллинг Юнайтед» и «Уиком Уондерерс». В 2015 году отказался продлевать контракт с «Брентфордом» и 30 июня 2015 года покинул клуб в качестве свободного агента.
30 июня 2015 года Моусон стал игроком «Барнсли», подписав с клубом трёхлетний контракт. 18 августа 2015 года забил первый гол за клуб в матче против «Миллуолла». В сезоне 2015/16 провёл за «Барнсли» 58 матчей и забил 7 мячей и помог клубу выйти в Чемпионшип, обыграв в финале плей-офф «Миллуолл».

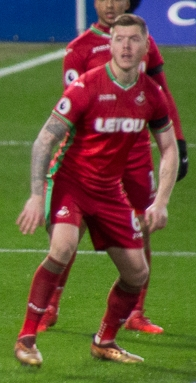
Моусон в 2017 году

30 августа 2016 года Моусон перешёл в клуб Премьер-лиги «Суонси Сити», подписав четырёхлетний контракт. Дебютировал за клуб 22 октября 2016 года в матче Премьер-лиги против «Уотфорда». 3 января 2017 года забил свой первый гол за «Суонси» в матче против «Кристал Пэлас».
22 января 2018 года забил победный гол в ворота «Ливерпуля», в котором «лебеди» одержали победу с минимальным счётом 1:0.

## Карьера в сборной
Моусон провёл шесть матчей в составе сборной Англии до 21 года. 19 июня 2017 года забил гол в ворота Словакии в матче группового этапа молодёжного чемпионата Европы.
15 марта 2018 года Моусон получил вызов в первую сборную Англии на товарищеские матчи против Нидерландов и Италии.

## Статистика выступлений
| Клуб                       | Сезон            | Лига                | Лига | Лига | Кубок Англии | Кубок Англии | Кубок лиги | Кубок лиги | Прочие | Прочие | Итого | Итого |
| Клуб                       | Сезон            | Дивизион            | Игры | Голы | Игры         | Игры         | Игры       | Голы       | Игры   | Голы   | Игры  | Голы  |
| -------------------------- | ---------------- | ------------------- | ---- | ---- | ------------ | ------------ | ---------- | ---------- | ------ | ------ | ----- | ----- |
| Брентфорд                  | 2012/13          | Лига 1              | 0    | 0    | 0            | 0            | 0          | 0          | 0      | 0      | 0     | 0     |
| Брентфорд                  | 2013/14          | Лига 1              | 0    | 0    | —            | —            | 1          | 0          | 0      | 0      | 1     | 0     |
| Брентфорд                  | Итого            | Итого               | 0    | 0    | 0            | 0            | 1          | 0          | 0      | 0      | 1     | 0     |
| Мейденхед Юнайтед (аренда) | 2012/13          | Южная конференция   | 9    | 0    | —            | —            | —          | —          | —      | —      | 9     | 0     |
| Мейденхед Юнайтед (аренда) | 2013/14          | Южная конференция   | 3    | 0    | —            | —            | —          | —          | 1      | 0      | 4     | 0     |
| Мейденхед Юнайтед (аренда) | Итого            | Итого               | 12   | 0    | —            | —            | —          | —          | 1      | 0      | 13    | 0     |
| Лутон Таун (аренда)        | 2013/14          | Премьер-конференция | 1    | 0    | —            | —            | —          | —          | —      | —      | 1     | 0     |
| Уэллинг Юнайтед (аренда)   | 2013/14          | Премьер-конференция | 9    | 1    | —            | —            | —          | —          | —      | —      | 9     | 1     |
| Уиком Уондерерс (аренда)   | 2014/15          | Лига 2              | 45   | 6    | 0            | 0            | 1          | 0          | 4      | 1      | 50    | 7     |
| Барнсли                    | 2015/16          | Лига 1              | 45   | 6    | 1            | 0            | 2          | 0          | 10     | 1      | 58    | 7     |
| Барнсли                    | 2016/17          | Чемпионшип          | 4    | 2    | —            | —            | 1          | 0          | —      | —      | 5     | 2     |
| Барнсли                    | Итого            | Итого               | 49   | 8    | 1            | 0            | 3          | 0          | 10     | 1      | 63    | 9     |
| Суонси Сити                | 2016/17          | Премьер-лига        | 27   | 4    | 0            | 0            | —          | —          | —      | —      | 27    | 4     |
| Суонси Сити                | 2017/18          | Премьер-лига        | 32   | 2    | 3            | 0            | 3          | 1          | —      | —      | 38    | 3     |
| Суонси Сити                | Итого            | Итого               | 59   | 6    | 3            | 0            | 3          | 1          | —      | —      | 65    | 7     |
| Суонси Сити (до 23 лет)    | 2016/17          | —                   | —    | —    | —            | —            | —          | —          | 2      | 0      | 2     | 0     |
| Всего за карьеру           | Всего за карьеру | Всего за карьеру    | 175  | 21   | 4            | 0            | 8          | 1          | 17     | 2      | 204   | 24    |

1. ↑  Матч в Трофее ФА.
2. ↑  1 матч в Трофее ФА, 3 матча и 1 гол в плей-офф Лиги 2.
3. ↑  7 матчей и 1 гол в Трофее Футбольной лиги, 3 матча в плей-офф Лиги 1.
4. ↑  Матчи в Трофее Футбольной лиги.

## Достижения

### Командные достижения
Барнсли
- Победитель плей-офф Футбольной лиги 1: 2015/16
- Обладатель Трофея Футбольной лиги: 2015/16

### Личные достижения
- Игрок года по версии футболистов «Уиком Уондерерс»: 2014/15
- Игрок года по версии болельщиков «Уиком Уондерерс»: 2014/15